# Akusekidžima
Akusekidžima (japonsky 悪石島, 584 m n. m.) je malý ostrov vulkanického původu, nacházející se v japonském souostroví Rjúkjú. Ostrov dosahuje nadmořské výšky 584 m, dalších 800 m se nachází pod hladinou moře. Většinu pobřeží tvoří skalní útesy.
Sopka se nachází v centrální části starších vulkánů (Birojama a Nakadate) a je tvořena převážně andezitem a dacitem. V historické době nebyla zaznamenána žádná erupce. Jediný důkaz o nedávné činnosti vulkánu poskytuje datování lávových proudů a tefrových vrstev.